# Robert Menasse

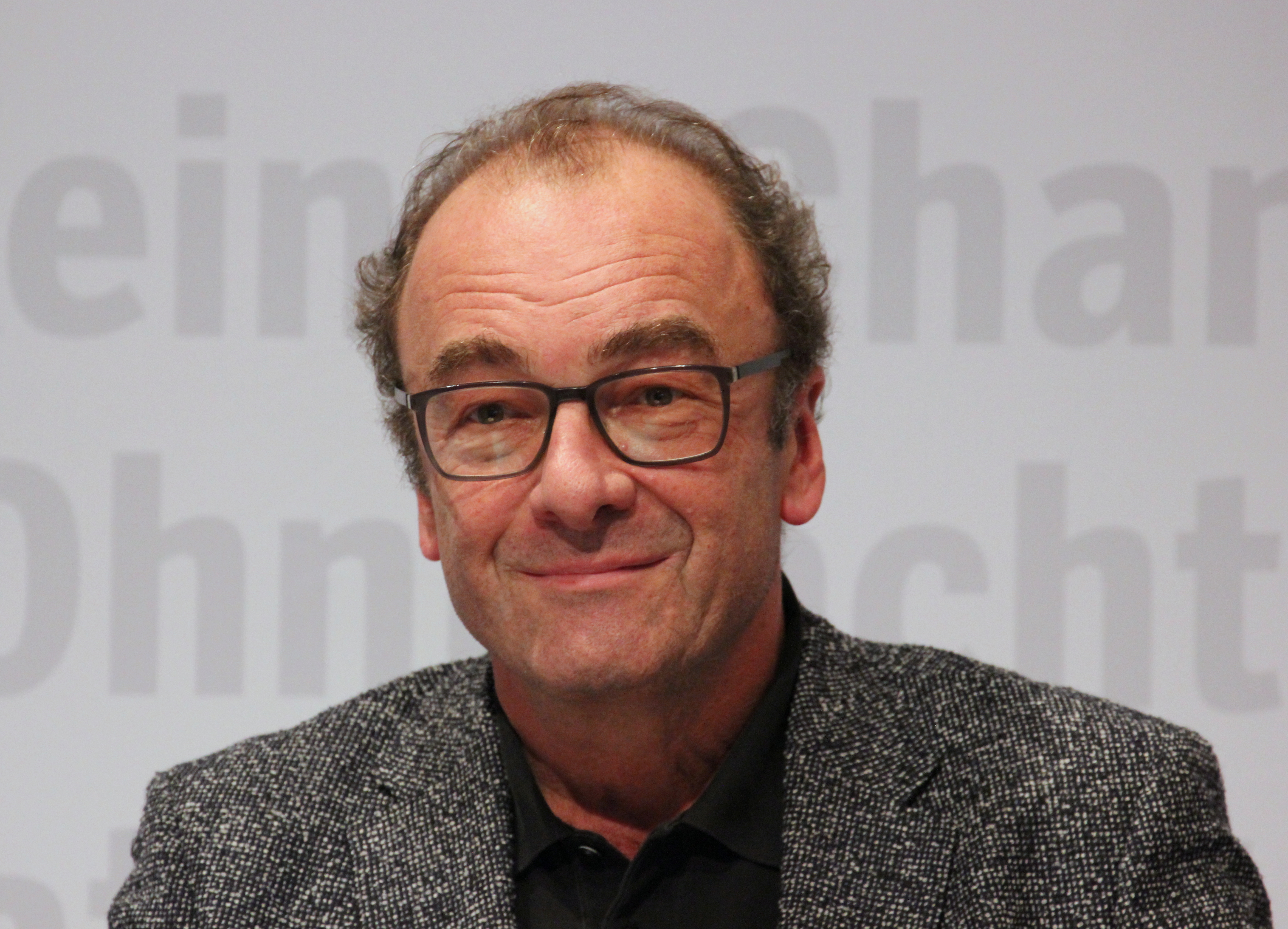
Robert Menasse (2017)

Robert Menasse (Wenen, 21 juni 1954) is een Oostenrijkse schrijver. Zijn werk omvat grotendeels fictie (romans en korte verhalen). Daarnaast schrijft hij essays, onder meer over culturele en politieke onderwerpen. Menasses werk verschijnt in het Duits. Veel daarvan is vertaald, onder meer in het Nederlands, Engels, Frans, Italiaans, Pools, Spaans en Russisch.

## Biografie
Menasse studeerde in Wenen, Salzburg en Messina germanistiek, filosofie en politieke wetenschappen. In 1973 verscheen zijn eerste korte verhaal Nägelbeißen ("Nagelbijten") in het tijdschrift Neue Wege. Menasse promoveerde in 1980 tot doctor (Dr. phil.) met een proefschrift onder de titel Der Typus des Außenseiters im Literaturbetrieb. Am Beispiel Hermann Schürrer. Het buitenstaandersperspectief dat in zijn dissertatie centraal staat, komt in zijn werken vaak voor. Dat is onder meer het geval in zijn Oostenrijks-Braziliaanse trilogie die in de jaren negentig verscheen en ook in het Nederlands is vertaald onder de titels "Bar Hopeloos", "Zalige tijden, breekbare wereld" en "Kentering".
In 2017 verscheen van Menasse de roman Die Hauptstadt, in het Nederlands vertaald onder de titel De hoofdstad. Het boek wordt beschouwd als de eerste roman over de Europese Unie (EU). Het boek heeft meerdere verhaallijnen. Een daarvan betreft een aantal ambtenaren, werkzaam bij de EU in de Europese "hoofdstad" Brussel, die ter gelegenheid van een jubileum de opdracht krijgen om een project te bedenken waarmee het imago van de EU en de Europese Commissie kan worden opgepoetst. In het boek spelen personen uit diverse lidstaten van de EU een rol. Hoewel Menasse zich in zijn essays voorstander toont van Europese eenwording, heeft dit boek een satirische ondertoon. 

## Eerbetoon
Aan Menasse zijn voor zijn werk diverse prijzen en onderscheidingen toegekend, met name in Oostenrijk en Duitsland. Onder meer ontving hij de Förderungspreis der Stadt Wien für Literatur
(1989), Marburger Literaturpreis (1994), Lion-Feuchtwanger-Preis der Berliner Akademie der Künste (2002) en de Österreichischer Kunstpreis für Literatur (2012). 
Hij ontving in 2017 voor Die Hauptstadt de belangrijke Deutscher Buchpreis.